# Fontaine de Sasnières
Die Fontaine de Sasnières ist ein kleiner Fluss im mittleren Westen von Frankreich, der im Département Loir-et-Cher der Region Centre-Val de Loire südwestlich der Stadt Vendôme verläuft.

## Geografie

### Verlauf
Die Fontaine de Sasnières entspringt im Gemeindegebiet von Prunay-Cassereau, entwässert mit einem anfänglichen Bogen über Ost generell in nördlicher Richtung und mündet nach rund 16 Kilometern an der Gemeindegrenze von Saint-Rimay und Villavard als linker Nebenfluss in den Loir. 

### Orte am Fluss
(Reihenfolge in Fließrichtung)
- Glatigny, Gemeinde Prunay-Cassereau
- Beauchêne, Gemeinde Ambloy
- Ambloy
- Sasnières
- La Raimbaudière, Gemeinde Houssay
- Saint-Rimay
- Villavard